# Jesse (documentaire)
Jesse is een Nederlandse documentairefilm uit 2017 van regisseur Joey Boink. De film werd geproduceerd door Janneke Doolaard.

## Inhoud
De film toont de verkiezingscampagne van GroenLinkslijsttrekker Jesse Klaver voorafgaand aan de Tweede Kamerverkiezingen 2017 en de weken daarna. De documentaire is samengesteld op basis van filmbeelden van Boink, die tijdens het maken van de opnamen in dienst was van GroenLinks. De film bevat ook beelden van het privéleven van Klaver, waaronder de begrafenis van zijn moeder, die overleed tijdens de kabinetsformatie.

## Achtergrond
BNNVARA gaf opdracht voor het maken van de film met de bedoeling deze op op 4 september 2017 op de Nederlandse tv, NPO 2, uit te zenden. Er werden daarbij een aantal voorwaarden gesteld: Boink moest zijn rol als beeldvoerder (creatieve contentmaker) bij GroenLinks in de documentaire duidelijk maken, GroenLinks zou geen toegang hebben tot de montage en BNNVARA kreeg inzicht in al het ruwe materiaal. Tijdens het maken van de film werden Boink en Klaver bevriend. Na de aankondiging door BNNVARA van de documentaire ontstond discussie, op een moment dat nog niemand de film gezien had.
De kritiek kwam vooral uit rechtse hoek. Onder meer politici van de politieke partijen PVV en Forum voor Democratie gaven kritiek omdat Joey Boink tijdens de verkiezingscampagne als beeldvoerder voor GroenLinks werkte. Kamerlid Martin Bosma (PVV) stelde dat de film is gemaakt door een GroenLinkser terwijl Thierry Baudet vond dat de omroep ‘alle schijn van objectiviteit laat varen’. Ook een oud-voorzitter van de Tweede Kamer, Frans Weisglas (VVD) vond het ‘vrij ongehoord’ dat de omroep de film zou uitzenden. Producent Janneke Doolaard vond de film echter geen GroenLinks-film en sprak van een rechtse hetze tegen de film.
Critici waren tevens van mening dat belastinggeld niet gebruikt zou mogen worden voor een film die is gemaakt door iemand die tegelijkertijd betaald wordt door de gefilmde politieke partij. BNNVARA verdedigde de film aanvankelijk en zei dat door de dubbele functie van Boink de film unieke beelden bevat. Op 27 augustus trok de omroep, bij monde van directeur, Gerard Timmer, de uitzending van de documentaire echter in. De omroep wilde hiermee elke schijn van partijdigheid vermijden.
Ook de voorpremière in Pathé Rembrandt Utrecht ging niet door. Omdat de omroep de auteursrechten bezat, dreigde de film nooit vertoond te worden. Enkele dagen later verkocht BNNVARA de auteursrechten terug aan productiebedrijf Doxy voor het bedrag dat de omroep erin had geïnvesteerd. De première vond op 4 september 2017 plaats in theater Carré met een afsluitend debat. Gelijktijdig werd de film vertoond in 16 bioscopen in Nederland. Tevens werd de documentaire gepubliceerd door Blendle.